# Кого, Кабонина
Кабонина Кого (англ. Cabonina Koqo; род. 20 июня 1999) — лесотский шоссейный велогонщик и маунтинбайкер.

## Карьера
В апреле 2016 году на проходившем  в Лесото чемпионате Африки по маунтинбайку стал призёром в смешанной командной эстафете (с Малефетсане Лесофе, Фетесто Монесе и Ликелели Маситисе).
Принимал участие в чемпионате Лесото по маунтинбайку в дисциплине кросс-кантри. В 2017 году занял второе место среди юниоров (U19), а в последующие годы выступая уже среди элиты не поднимался выше четвёртого места (на конец 2023 года).
В 2020 году принял участие в Lesotho Sky League по маунтинбайку которая проходила в рамках Лесото Скай.
В апреле 2021 года стал третьим на чемпионате Лесото по шоссейному велоспорту в групповой гонке.

## Достижения

### Шоссе
2021
3-й на Чемпионат Лесото — групповая гонка

#### Рейтинги
| Год                 | 2021   |
| ------------------- | ------ |
| Мировой рейтинг UCI | 1440-й |
| Африканский тур UCI | 64-й   |
|                     |        |
| Источник: UCI       |        |

### Маунтинбайк
2016
 Чемпионат Африки — смешанная эстафета (с Малефетсане Лесофе, Фетесто Монесе и Ликелели Маситисе)
2017
2-й на Чемпионат Лесото — кросс-кантри U19
2018
7-й на Чемпионат Лесото — кросс-кантри
2019
5-й на Чемпионат Лесото — кросс-кантри
2020
4-й на Чемпионат Лесото — кросс-кантри